# Rai Cinema
Rai Cinema est une société italienne de production, de distribution et d'achat cinématographique appartenant au groupe Rai. Elle est présente aussi bien sur le marché des droits TV national que sur celui international.

## 01 Distribution
Pour assurer le maximum de visibilité à ses films, le groupe RAI s'investit dans la distribution à travers 01 Distribution, qui est devenu en seulement quelques années, une des principales maisons de distribution cinématographiques du pays. En outre, cela permet de soutenir le cinéma italien de qualité.

## Quelques films produits
- Amore Amore, film de Francesco Henderson Pepe.
- I più grandi di tutti, film de Carlo Virzì.
- 2017 : Soldado de Stefano Sollima
- 2019 : Pinocchio de Matteo Garrone
- 2022 : Occhiali neri de Dario Argento
- 2023 : The Palace de Roman Polanski
- 2024 : The Return d'Uberto Pasolini
- 2024 : Vermiglio ou La Mariée des montagnes de Maura Delpero

## Quelques films distribués
- Le Loup de Wall Street de Martin Scorsese
- Need for Speed de Scott Waugh

## Prix les plus notables
- Gomorra de Matteo Garone : Grand Prix du festival de Cannes (2008)
- The Tree of Life de Terrence Malick : Palme d'or du festival de Cannes (2011)
- Hugo Cabret de Martin Scorsese : Oscars pour la meilleure photographie, meilleure direction artistique, meilleurs effets visuels, meilleur montage sonore et meilleur mixage son